# Dance (canção de Toni Braxton)
Dance  é uma canção da cantora norte-americana Toni Braxton. Foi lançada em 31 de Julho de 2020 como segundo single single de seu nono álbum de estúdio, Spell My Name.  Um EP com a produção de Dave Audé também foi lançado em 15 de Maio de 2020.

## Composição
"Dance" é descrita como "uma celebração aos desgostos". Foi escrita por Braxton e co-escrita e produzida por Antonio Dixon

## Recepção da Crítica
A Rolling Stone apelidou-o de "uma fatia brilhante de nu-disco", enquanto a Variety elogiou-o como "um disco alegre". A Billboard declarou que a faixa era "um antídoto para qualquer desgosto".

## Videoclipe
Seu videoclipe foi lançado simultaneamente com o single no seu canal oficial do Youtube/Vevo e foi dirigido por Mike Ho.

## Faixas e formatos
| Download Digital |         |         |  |
| N.º              | Título  | Duração |  |
| 1.               | "Dance" | 3:52    |  |

| Download Digital - Dance (Dave Audé Remix) |                                                   |         |  |
| N.º                                        | Título                                            | Duração |  |
| 1.                                         | "Dance (Dave Audé Remix)"                         | 4:16    |  |
| 2.                                         | "Dance (Dave Audé Remix - Extended)"              | 5:56    |  |
| 3.                                         | "Dance (Dave Audé Remix - Extended Instrumental)" | 5:56    |  |

## Histórico de lançamento
| País  | Data                | Versão            | Formato                     | Gravadora               |
| ----- | ------------------- | ----------------- | --------------------------- | ----------------------- |
| Mundo | 15 de Maio de 2020  | Dave Audé Remixes | Download digital, Streaming | Island, Universal Music |
| Mundo | 31 de Julho de 2020 | Versão do álbum   | Download digital, Streaming | Island, Universal Music |